# Distretto di Gümüşhane
Il distretto di Gümüşhane (in turco Gümüşhane ilçesi) è uno dei distretti della provincia di Gümüşhane, in Turchia.